# Automechanika

Logo der Messe

Die Automechanika ist die weltweit größte Fachmesse der Automobilwirtschaft mit dem Schwerpunkt Aftermarket. Sie findet zweijährlich jeweils in geraden Jahren auf dem Messegelände in Frankfurt statt. Im Gegensatz zur IAA ist die Automechanika eine reine Fachbesuchermesse.

## Geschichte
Am 20. Januar 1971 sagte der Verband der Automobilindustrie (VDA) als Veranstalter der Internationalen Automobil-Ausstellung die IAA Pkw ab, die im September desselben Jahres stattfinden sollte. Als Begründung gab Verbandspräsident Johann Heinrich von Brunn an, dass die Automobilindustrie aufgrund hoher Kosten Sparmaßnahmen ergreifen müsste. Die Kosten der Ausstellung seien mit fast 100 Millionen D-Mark im Vergleich zum geschäftlichen Ertrag zu hoch. Durch die Absage wären der Frankfurter Messegesellschaft mindestens 1,5 bis 2 Millionen D-Mark verloren gegangen.
Mitte März 1971 gab die Messe Frankfurt bekannt, dass es zum abgesagten IAA-Termin eine Ersatzausstellung Automechanika 71 geben werde. Die Initiative dazu kam von dem Würzburger Motorjournalisten Joachim Lattke, der hierzu Verbände des Kraftfahrzeughandwerks und des Tankstellen- und Garagengewerbes gewinnen konnte, da diese trotz der Absage der IAA ihre Produkte vorstellen wollten. Die Hersteller von Produkten rund um das Auto machten auf der IAA Pkw einen Ausstelleranteil von 90 Prozent aus. Einige der ersten Aussteller der Automechanika gründeten 1972 den ASA-Verband (Automobil-Service Ausrüstungen).
Vom 18. bis zum 26. September 1971 fand die erste Automechanika statt. Auf der Messe waren etwa 400 Aussteller und 75.000 Besucher. 1972 wurde die Messe wieder veranstaltet und danach alle zwei Jahre im Wechsel mit der IAA.

## Entwicklung

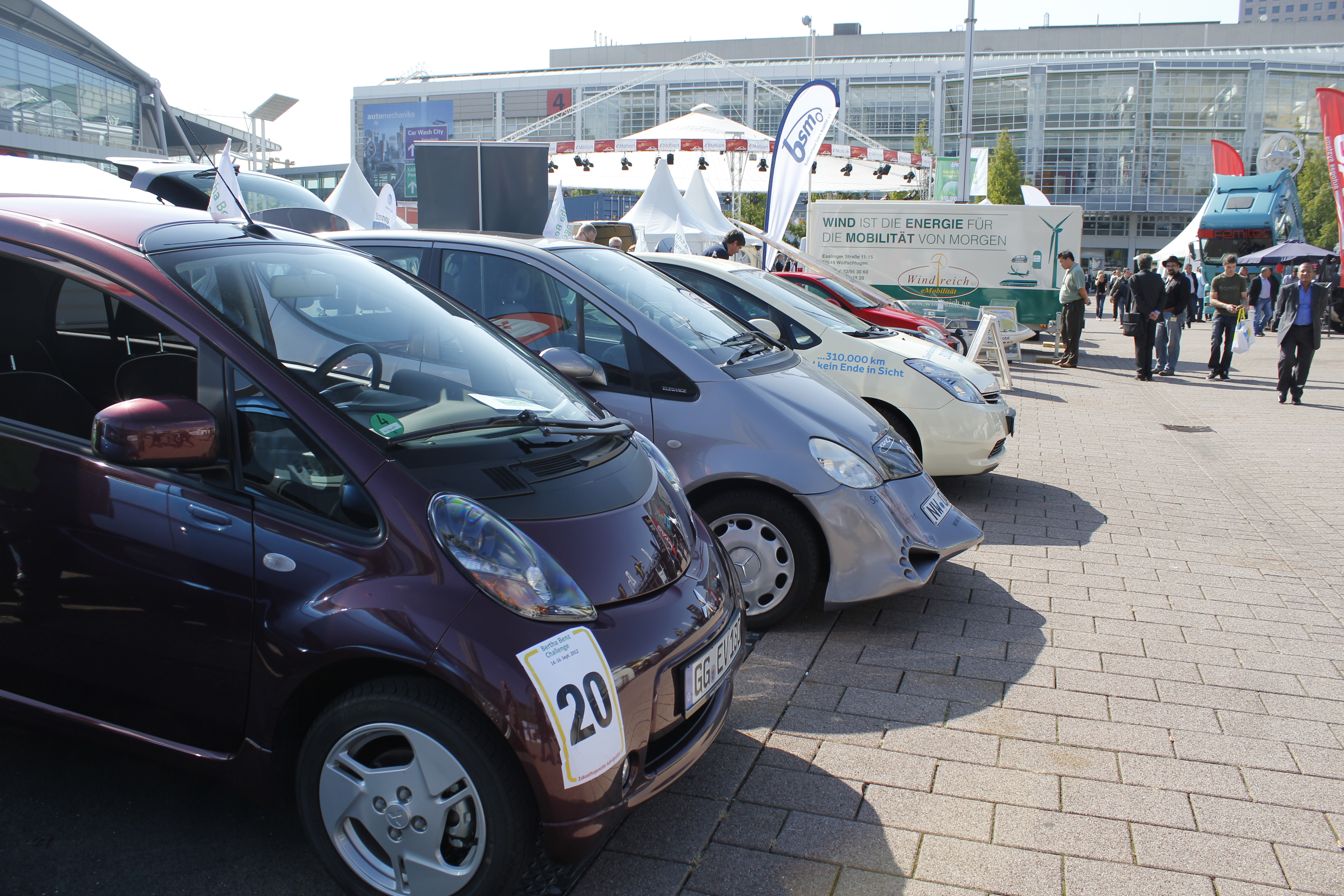
Die Freifläche Agora liegt zwischen den Messehallen der Messe Frankfurt. Auf der Automechanika 2012 war die Bertha Benz Challenge mit innovativen Elektro- und Hybridfahrzeugen zu Gast.

Die Automechanika fand zuletzt vom 10. bis 14. September 2024 statt. Nach der – aufgrund der Covid-19-Pandemie verschobenen – hybrid durchgeführten Messe 2021 und der verkleinerten Neuauflage 2022, haben sich die Aussteller- und Besucherzahlen deutlich dem Niveau vor der Pandemie angenähert.
Das Rahmenprogramm mit Fachvorträgen, Diskussionen, Workshops und Netzwerk-Möglichkeiten wurde gegenüber 2022 noch einmal erweitert. Nach der Sonderschau zu alternative Antrieben, Batterietechnologien, E-Commerce und Fahrzeugvernetzung, gab es 2024 ein eigenes Programm und Areal zur Generation Z.
Die nächste Veranstaltung in Frankfurt ist für den 8. bis 12. September 2026 geplant.
| Jahr | Besucher | Aussteller | Ausstellungsfläche (in m²) |
| ---- | -------- | ---------- | -------------------------- |
| 2016 | 133.000  | 4.800      | 288.000                    |
| 2018 | 135.000  | 4.900      | 315.000                    |
| 2022 | 78.000   | 2.800      | 238.000                    |
| 2024 | 108.000  | 4.200      | 320.000                    |

Die Produktbereiche der Automechanika sind:
- Classic Cars
- Diagnose & Reparatur
- Elektronische Bauteile & Konnektivität
- Ersatzteile & Komponenten
- Fahrzeugwäsche & Pflege
- Händler- & Werkstattmanagement
- Karosserie & Lack
- Zubehör & Individualisierung

Die Automechanika ist mittlerweile auch in andere Länder exportiert worden. So findet sie an insgesamt 13 Standorten statt: Astana, Birmingham, Buenos Aires, Dubai, Frankfurt am Main, Ho-Chi-Minh-Stadt, Istanbul, Johannesburg, Kuala Lumpur, Mexiko-Stadt, Neu-Delhi, Riad und Shanghai.